# Freziera chrysophylla
Freziera chrysophylla är en tvåhjärtbladig växtart som beskrevs av Alexander von Humboldt och Bonpl. Freziera chrysophylla ingår i släktet Freziera och familjen Pentaphylacaceae. Inga underarter finns listade i Catalogue of Life.